# پشه‌های نیش‌دار
پشه‌های نیش‌دار (نام علمی: Ceratopogonidae) نام یک تیره از زیرراسته نخ‌شاخان است.